# Buenos Muchachos
Los Buenos Muchachos es una banda de rock alternativo proveniente de Montevideo, Uruguay, con grandes influencias de bandas como Pixies, Sonic Youth, Nirvana, Pavement, y en menor medida Pink Floyd.

## Historia
Buenos Muchachos nació en 1991 en Malvín, un barrio de la ciudad de Montevideo (Uruguay). En el lugar de ensayo que tenían Gustavo Antuña y Pedro Dalton comenzó a formarse la banda, para lo cual invitaron a dos amigos suyos a unirse. El primer recital de la banda se dio en un cumpleaños frente a un reducido pero enfervorizado público de novias y amigos. Su presentación oficial fue en Juntacadáveres en marzo de 1992 frente a unos cien oyentes. Al poco tiempo comenzaron a presentarse en otros lugares como Amarillo, La Factoría y El perro azul, entre otros; allí generaron un creciente grupo de seguidores.
Ya en 1994 comenzaron sus grabaciones en estudio. El producto de las mismas, el disco Nunca fui yo, salió a la venta en 1996, en formato de casete y editado de forma independiente y bastante artesanal. Este disco se agotó rápidamente y es hoy casi una pieza de colección. Luego de la salida a la luz del primer disco continuaron presentándose en vivo. Ya como quinteto debido a la incorporación de Marcelo Fernández. Entre 1994 y 1996 la banda suspendió su actividad por problemas internos. Posteriormente ingresaron de nuevo al estudio y el resultado fue Aire rico, disco editado en 1999. En 2000 lanzaron su siguiente álbum de estudio, Dendritas contra el bicho feo.
En 2004, con José Nozar (Loopez, Elixir, La Hermana Menor) en batería y Alejandro Itté (Elixir, La Hermana Menor) en bajo, lanzaron Amanecer búho, un nuevo CD editado por Bizarro Records y producido por ellos mismos y Gastón Akerman. Este disco fue presentado en el teatro El Galpón con entradas agotadas. El primer video del disco es "He Never Wants to See You (Once Again)", dirigido por Diego Fernández.
También han participado en algunos compilados y filmado un puñado de videoclips. Sus canciones fueron incluidas en las películas 25 watts (2001) y La perrera (2006). Tocaron en pubs, bares, festivales masivos, teatros y playas de Uruguay (Amarillo, Paraleleo 27, Perdidos, Juntacadáveres, Amarcord, Pachamama, BJ, Dos, La Factoría, Teatro El Galpón, Teatro Stella D'Italia, Teatro Metro, Sala Zitarrosa, Teatro de Verano, etc.) y de Argentina (Imaginario Sur, Centro Cultural Rojas, Niceto, Cemento, Roxy). Han compartido escenario con una enorme cantidad de bandas, muchas locales y otras extranjeras (Pixies, Divididos, Yo La Tengo, Pequeña orquesta reincidentes, Stephen Malkmus o Las pelotas).
Ya en 2006 se editó un nuevo disco de la banda que lleva por nombre Uno con uno y así sucesivamente. Este disco fue presentado en forma oficial en mayo de 2007 en el Teatro Metro. Durante 2007 y 2008 la banda logró un gran crecimiento de público tanto en sus shows propios así como en festivales. Desde mediados de 2008 hasta septiembre de 2009 se tomaron un año sabático, luego volvieron con una serie de recitales en La Trastienda. Sin embargo, tras el lanzamiento de ese álbum, la banda decidió detenerse por un tiempo debido a la falta de ganas de tocar y la relación de «amor y odio entre algunos miembros de la banda».
El 7 de octubre de 2010 realizaron un show como teloneros de los Pixies en el Teatro de Verano, en uno de sus conciertos más importantes, ya que los Pixies fueron una de sus principales influencias. En 2011 se sumó a la formación una tercera guitarra, Francisco "Pancho" Coelho, y un tecladista, Ignacio "Nacho" Gutiérrez. Ese mismo año realizaron el show "Puro Humo", en el Teatro de Verano, luego de la salida de Se pule la colmena.
En 2015, previo a la grabación de Nidal, Nacho Echeverría se hizo cargo del bajo. En abril de 2016 presentaron el disco en el Teatro de Verano. En diciembre de 2017 de editó su octavo álbum, sin nombre.

## Integrantes
Integración actual
- Pedro Dalton - Voz
- Marcelo Fernández- Guitarra y voz
- José Nozar- Batería
- Nacho Echeverría - Bajo y coros
- Ignacio Gutiérrez - Teclados y coros
- Francisco "Pancho" Coelho - Guitarras
- Gustavo "Topo" Antuña - Guitarras y coros

Exmiembros
- Álvaro Garrigós
- Laura Gutman
- Rafael Clavere
- Marcelo Monteverde
- Daniel Yaffé
- Alejandro Itté

## Discografía
- Bajo tu piel (1995)
- Nunca fui yo (1996)
- Aire rico (1999)
- Dendritas contra el bicho feo (2001)
- Amanecer búho (2004)
- Uno con uno y así sucesivamente (2006)
- Se pule la colmena (2011)
- Nidal (2015)
- #8 (2017)
- Vendrás a verte morir (2020)

Colectivos
- Extrañas visiones (álbum homenaje a Los Estómagos, 1996)
- Justicia después de la una (álbum homenaje a Buitres, 2010)

Reediciones
- Dendritas contra el bicho feo (2008)
- Nunca fui yo (2010)
- Se pule la colmena (2022, vinilo)